# Uppsala domkyrkoförsamling
Uppsala domkyrkoförsamling är en församling i Uppsala pastorat i Uppsala kontrakt i Uppsala stift. Församlingen ligger i Uppsala kommun i Uppsala län.
Före 2021, när den var passerad av en utökad Gävle församling, var församlingen stiftets största till både medlemsantal och folkmängd.

## Administrativ historik
Församlingen bildades omkring 1550 genom en utbrytning ur Bondkyrka församling. Församlingens namn var före 1962 Uppsala församling.
Församlingen utgjorde till 1621 ett eget pastorat för att därefter till 1806 vara moderförsamling i ett pastorat med Bondkyrka församling. Från 1806 till 2014 utgjorde församlingen ett eget pastorat. Från 2014 ingår församlingen i Uppsala pastorat.

## Areal
Uppsala domkyrkoförsamling omfattade den 1 november 1975 (enligt indelningen 1 januari 1976) en areal av 10,0 kvadratkilometer, varav 9,9 kvadratkilometer land.

## Kyrkor

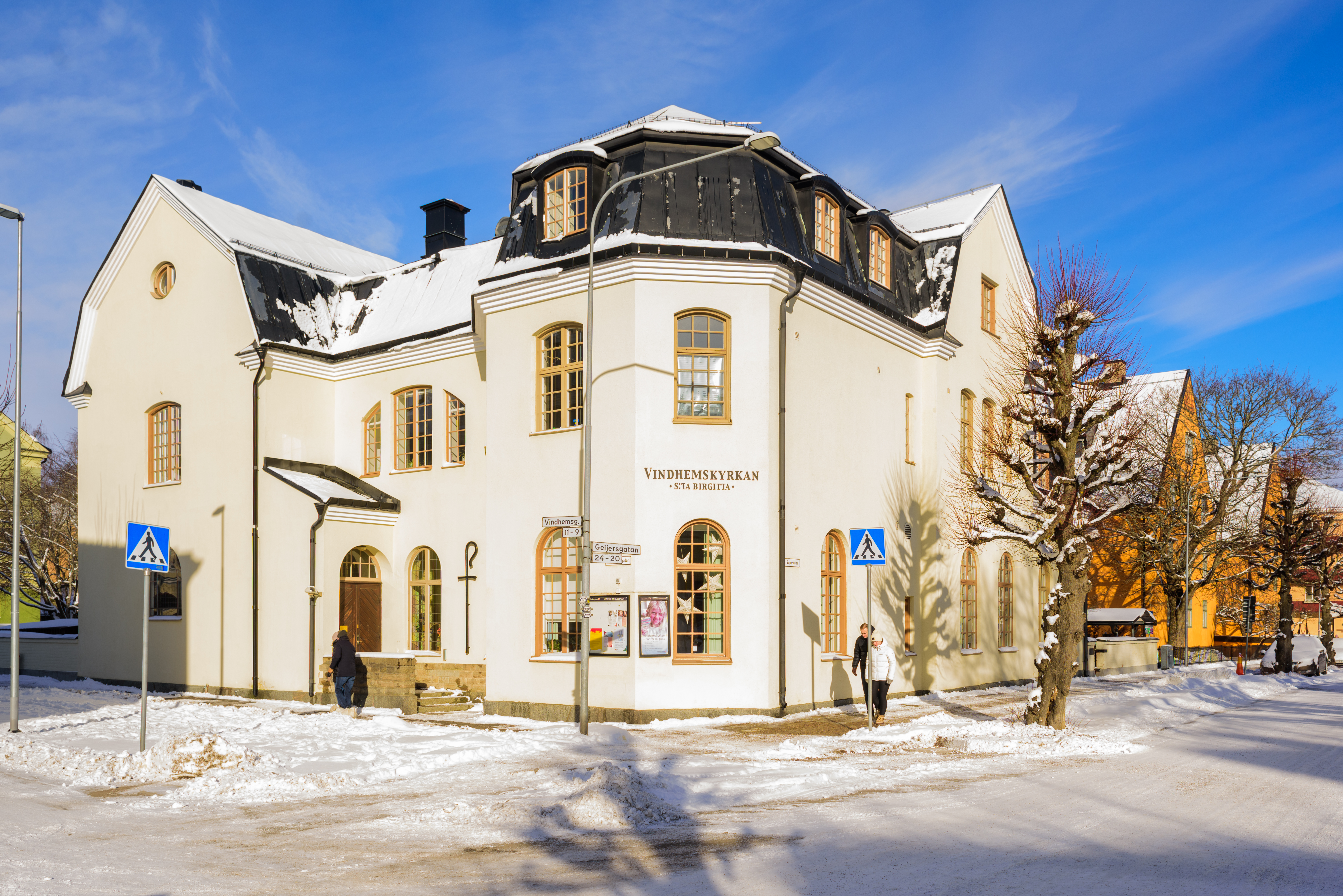
Vindhemskyrkan i Luthagen.

- Uppsala domkyrka
- Vindhemskyrkan S:ta Birgitta
- Almtunakyrkan
- S:t Pers kyrka

## Körverksamhet

### Körer i urval
- Uppsala Domkyrkas Gosskör
- Uppsala domkyrkokör
- Schola Cantorum
- Collegium Cantorum
- Uppsala Katedralsångare[7]

## Domprostar
| Ämbetstid | Namn                        | Levnadstid | Övrigt                                  |
| --------- | --------------------------- | ---------- | --------------------------------------- |
| 1252-1278 | Bero                        | död 1278   |                                         |
| 1278-1299 | Andreas And                 | död 1317   |                                         |
| 1299-1302 | Israel Petri                | död 1302   |                                         |
| 1302-1317 | Andreas And                 | död 1317   |                                         |
| 1317-1319 | Laurentius Aesselius        |            |                                         |
| 1324-1334 | Bero de Vestgotia           |            |                                         |
| 1334-1350 | Laurentius Pauli            |            |                                         |
| 1350-1350 | Laurentius Nicolai Unge     |            |                                         |
| 1352-1356 | Laurentius Guilaberti       |            |                                         |
| 1356-1367 | Birger Gregersson           | 1327–1383  | Senare ärkebiskop                       |
| 1376-1381 | Ingemundus Ierleri          |            |                                         |
| 1381-     | Henricus Hagenow            |            |                                         |
| 1385-1390 | Andreas Beronis             | död 1390   |                                         |
| 1391-1392 | Ingemundus Jerleri          | död 1392   |                                         |
| 1393-1408 | Andreas Johannis            |            | senare biskop i Strängnäs               |
| 1409-1412 | Johannes Nicolai            |            |                                         |
| 1412-1418 | Olavus Magni                | död 1418   |                                         |
| 1418-1432 | Olof Larsson                | död 1438   | Senare ärkebiskop                       |
| 1433-     | Christoforus Laurentii      |            |                                         |
| 1438      | Matthias Olavi              |            |                                         |
| 1439-1448 | Jöns Bengtsson Oxenstierna  | död 1467   | Senare ärkebiskop                       |
| 1448-1449 | Carolus Ingewasti           |            |                                         |
| 1448-1463 | Birgerus Magni              | död 1462   | Senare biskop i Västerås                |
| 1463-1504 | Ericus Andreae              | död 1504   |                                         |
| 1504-     | Christoffer Lintorp         |            |                                         |
| 1518-1520 | Johannes Duncan             |            |                                         |
| 1520-1529 | Jöran Turesson Tre Rosor    |            |                                         |
| -1556     | Ericus Nicolai Swart        |            |                                         |
| 1557-1563 | Martinus Olai Gestricius    |            |                                         |
| 1563-1568 | Ericus Petri Helsingus      |            |                                         |
| 1569-1572 | Ericus Nicolai Swart        |            |                                         |
| 1570-1598 | Ioachim Olai Bröms          |            | Endast kyrkoherde i Uppsala             |
| 1576-1577 | Olaus Petri Medelpadius     |            |                                         |
| 1593-1599 | Nicolaus Olai Bothniensis   | 1550–1600  | Senare ärkebiskop                       |
| 1599-1605 | Jacobus Erici Holmensis     |            | Senare kyrkoherde i Börstil             |
| 1599-1602 | Olaus Iohannis Salemontanus |            | Endast kyrkoherde i Uppsala             |
| 1602-1607 | Ericus Olai Skepperus       |            | Endast kyrkoherde i Uppsala             |
| 1608-1614 | Claudius Opsopæus           |            | Endast kyrkoherde i Uppsala             |
| 1616-1621 | Ericus Thomae Medolerus     | död 1630   | Endast kyrkoherde i Uppsala             |
| 1621-1638 | Laurentius Olai Wallius     | 1588-1638  | Senare biskop i Strängnäs               |
| 1638-1647 | Johannes Canuti Lenaeus     | 1573-1669  | Senare ärkebiskop                       |
| 1647-1670 | Laurentius Stigzelius       | 1598-1676  | Senare ärkebiskop                       |
| 1670-1674 | Carolus Lithman             |            |                                         |
| 1674-1692 | Petrus Rudbeckius           | 1625-1701  | Senare biskop i Skara                   |
| 1692-1693 | Henric Schütz               | 1647-1693  |                                         |
| 1694      | Matthias Steuchius          | 1644-1730  | Senare ärkebiskop                       |
| 1694-1702 | Jesper Swedberg             | 1653-1735  | Senare biskop i Skara                   |
| 1702      | Lars Norrman                | 1651-1703  | Senare biskop electus i Göteborg        |
| 1705-1723 | Lars Molin                  | 1657-1723  |                                         |
| 1724-1736 | Daniel Djurberg             | 1659-1736  |                                         |
| 1736-1756 | Olof Celsius                | 1670-1756  |                                         |
| 1756-1763 | Matthias Asp                | 1696-1763  |                                         |
| 1764-1789 | Lars Hydrén                 | 1694-1789  |                                         |
| 1790-1802 | Johan Låstbom               | 1732-1802  |                                         |
| 1803-1804 | Lars Johan Palmberg         |            |                                         |
| 1805-1826 | Johan Winbom                | 1746-1826  |                                         |
| 1827-1829 | Sven Lundblad               | 1776-1837  | Senare biskop i Skara                   |
| 1830-1833 | Eric Bergström              |            |                                         |
| 1835-1851 | Johan Thorsander            | 1777-1851  |                                         |
| 1852-1862 | Anders Erik Knös            | 1801-1862  |                                         |
| 1863-1864 | Anders Fredrik Beckman      | 1812-1894  | Senare biskop i Härnösand och Skara     |
| 1865-1889 | Carl Axel Torén             | 1813-1904  |                                         |
| 1890-1896 | Robert Sundelin             | 1847-1896  |                                         |
| 1896-1898 | Johan August Ekman          | 1845-1913  | Senare biskop i Västerås och ärkebiskop |
| 1899-1909 | Erik Berggren               | 1843-1918  |                                         |
| 1909-1917 | Herman Lundström            | 1858-1917  |                                         |
| 1917-1922 | Erik Stave                  | 1857-1932  |                                         |
| 1923-1937 | Gustav Lizell               | 1874-1937  |                                         |
| 1941-1951 | Algot Anderberg             | 1893-1963  | Senare biskop i Visby                   |
| 1951-1961 | Olof Herrlin                | 1914-1992  | Senare biskop i Visby                   |
| 1962-1970 | Ragnar Fredberger           | 1902-1971  |                                         |
| 1970-1990 | Clarence Nilsson            | 1923-1999  |                                         |
| 1990-1995 | Martin Lind                 | född 1944  | Senare biskop i Linköping               |
| 1995-2009 | Tuulikki Koivunen Bylund    | född 1947  | Senare biskop i Härnösand               |
| 2009-2023 | Annica Anderbrant           | född 1956  |                                         |
| 2023-     | Matilda Helg                | född 1981  |                                         |

## Domkyrkoorganister
| Verksam   | Namn                                | Levnadstid | Övrigt |
| --------- | ----------------------------------- | ---------- | ------ |
| 1553–     | Jochim Harmens                      |            |        |
| 1637–1639 | Lars Andersson                      | –1659      |        |
| 1639–1642 | Michael Hartenbeck den äldre        | 1618–1650  |        |
| 1643–1678 | Johan Caspari Zellinger             | –1678      |        |
| 1676–1691 | Harald Wallerius                    | 1646–1716  |        |
| 1683–1718 | Christian Zellinger                 | 1660–1718  |        |
| 1719–1727 | Eric Burman                         | 1692–1729  |        |
| 1726–1727 | Anders Zellbell                     | 1680–1727  |        |
| 1727–1764 | Heinrich Christoph Engelhardt       | 1694–1765  |        |
| 1764–1783 | Nils Litzelius                      | 1734–1783  |        |
| 1784–1785 | Axel Eric Melin                     | 1737–1786  |        |
| 1788–1790 | Johan Lizelius                      | 1755–1825  |        |
| 1790–1808 | Lars Fredrik Leijel                 | 1743–1808  |        |
| 1808–1833 | Johann Christian Friedrich Haeffner | 1759–1833  |        |
| 1833–1848 | Johan Erik Nordblom                 | 1788–1848  |        |
| 1864–     | Jacob Axel Josephson                | 1818–1880  |        |
| 1902–1909 | Ivar Hedenblad                      | 1851–1909  |        |
| 1927–1964 | Henry Weman                         | 1897–1992  | [ 10 ] |
| 1967–1994 | Rudolf Löfgren                      | 1929- 2008 |        |
| 1994–2002 | Lars Angerdal                       | 1937–2006  |        |
| 2002–2012 | Olle Johansson                      |            |        |
| Från 2013 | Ulric Andersson                     | 1963–      |        |